# Herman Wrangel (1864–1945)

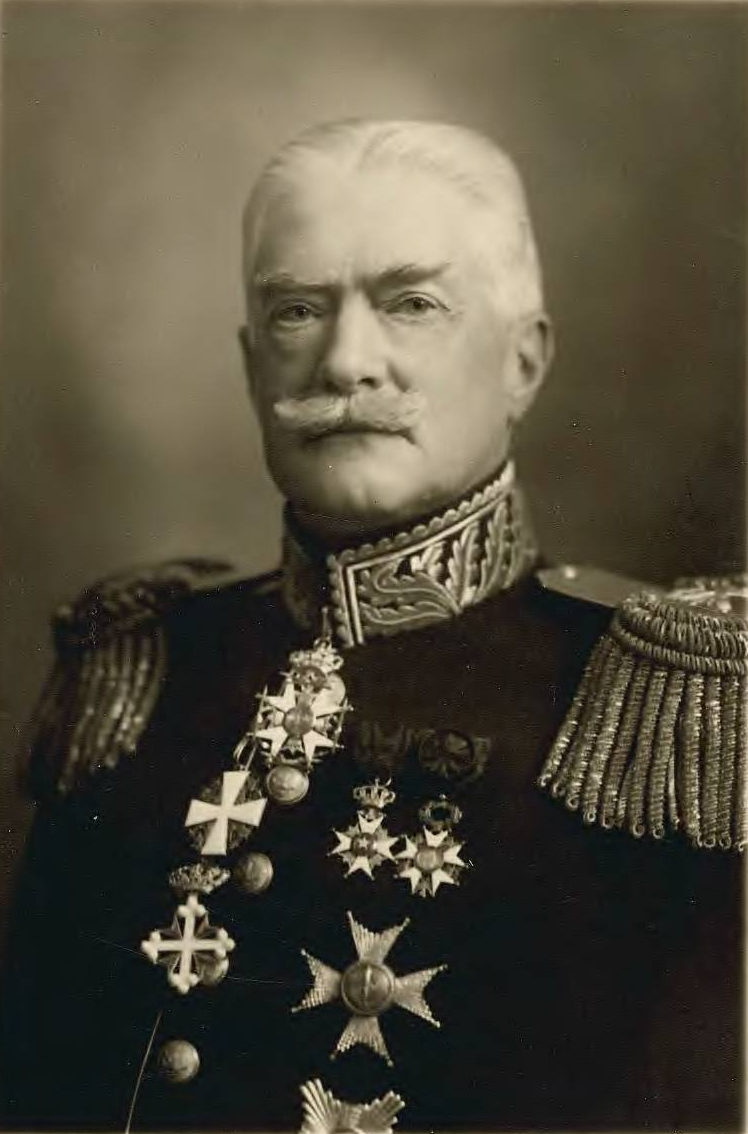
Mauritz Wrangel

Herman Gustaf Mauritz Wrangel, född 5 november 1864 i Västerås, död 17 januari 1945 i Strängnäs, var en svensk friherre och militär. 
Wrangel blev underlöjtnant vid Svea artilleriregemente 1887 och löjtnant där 1892. Han fick transport till Karlskrona artillerikår 1894 och blev kapten där 1895. När kåren upplöstes och Kustartilleriet bildades fick Wrangel transport dit 1902. Han befordrades till major 1904 och till överstelöjtnant 1908. Wrangel blev stabschef i chefens för Kustartilleriet stab 1908 och överste i Kustartilleriet 1913. Han var chef för Vaxholms kustartilleriregemente och kommendant i Vaxholms fästning 1914–1924 och generalmajor och chef för Kustartilleriet 1924–1929. Han övergick till reserven sistnämnda år och upphörde att vara tjänstskyldig 1934. Wrangel invaldes som ledamot av Krigsvetenskapsakademien 1906 och av Örlogsmannasällskapet 1913. Han blev riddare av Svärdsorden 1907 och av Nordstjärneorden 1914 samt kommendör av andra klassen av Svärdsorden 1916 och kommendör av första klassen 1919. Wrangel är begravd på Solna kyrkogård.